# St. Stephanus (Oberröblingen)

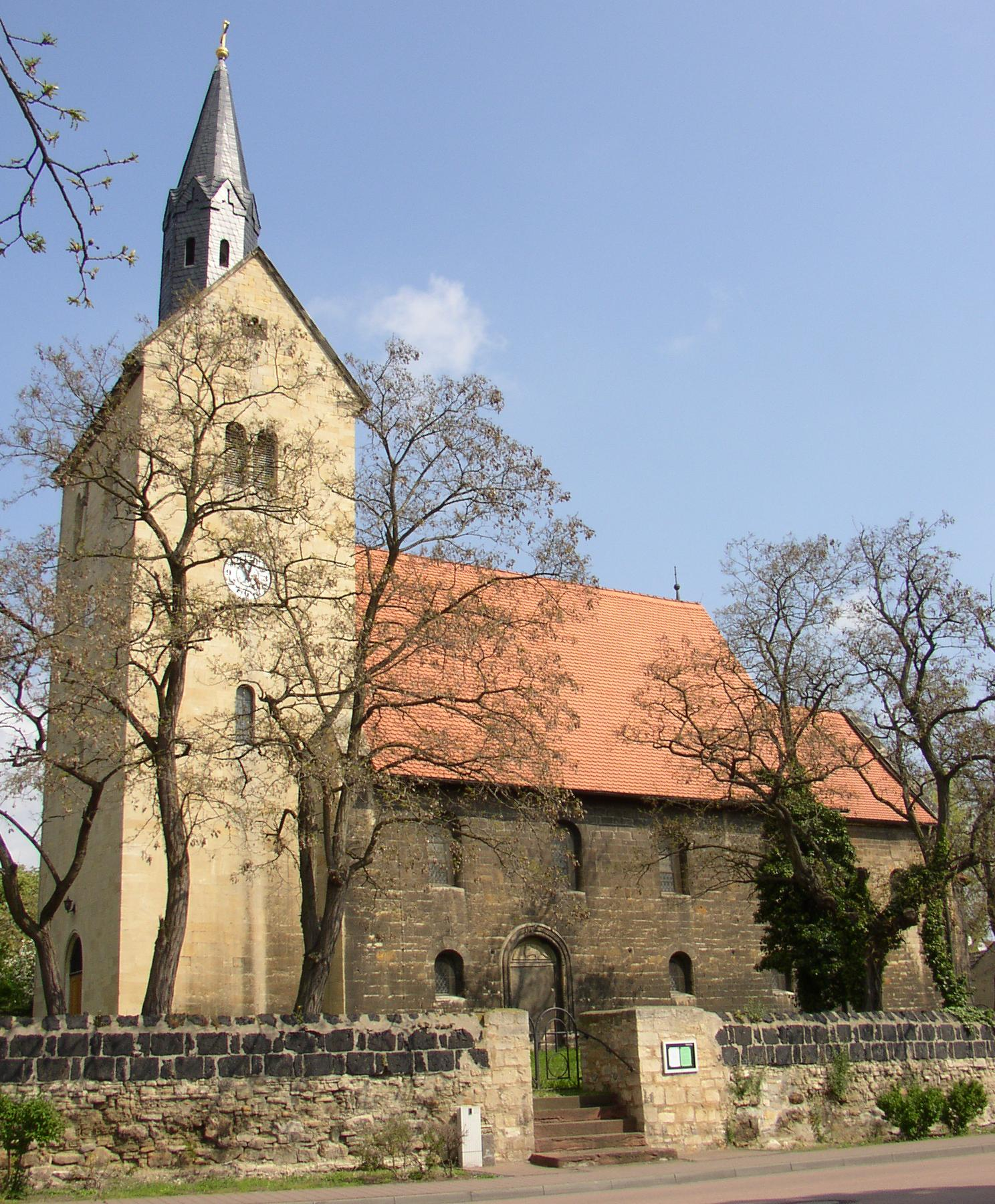
St Stephanus in Oberröblingen

Die evangelische Kirche St. Stephanus ist eine neuromanische Saalkirche im Ortsteil Oberröblingen von Röblingen am See in der Gemeinde Seegebiet Mansfelder Land im Landkreis Mansfeld-Südharz in Sachsen-Anhalt. Sie gehört zum Pfarrbereich Seegebiet Mansfelder Land im Kirchenkreis Eisleben-Sömmerda der Evangelischen Kirche in Mitteldeutschland (EKMD).

## Geschichte und Architektur
Oberröblingen ist ein alter Erzpriestersitz des Bistums Halberstadt. Die heutige Kirche ist ein großer neuromanischer Quaderbau, der vermutlich auf dem Grundriss eines romanischen Vorgängerbauwerks entstanden ist. Der leicht eingezogene querrechteckige Westturm wurde 1861 auf dem alten Fundament erbaut und zeigt neuromanische Schallöffnungen, ein Satteldach und einen oktogonalen Dachreiter. Das Schiff wird mit zweireihig übereinander angeordneten Rundbogenfenstern erhellt, der eingezogene quadratische Chor endet in einer Halbrundapsis. Eine Restaurierung wurde um 1960 vorgenommen.
Aus dem mittelalterlichen Bauwerk wurden für die Zweitverwendung folgende Bauteile übernommen:
- das Südportal mit profiliertem Rahmen und skulptiertem Tympanon, auf dem in der Mitte das Lamm Gottes mit Kreuzstab als Widder dargestellt ist, im rechten Zwickel die Hand Gottes, im linken eine vierblättrige Wirbelrosette und fünfblättrige Blume, beide vermutlich als Lebenssymbole, das darüber eingelassene archaische Steinrelief zeigt zwei Menschen und zwei Stierköpfe.
- das Tympanon des Nordportals mit griechischem Kreuz und
- der Rundbogenfries mit eingerollten Enden an der Apsis.

Innen ist das Bauwerk flachgedeckt; der Raum wird durch je einen leicht gedrückten rundbogigen Triumph- und Apsisbogen gegliedert. In Chor und Apsis sind historistische Glasmalereien eingesetzt.

## Ausstattung
Die schlichte einheitliche Ausstattung stammt aus der ersten Hälfte des 19. Jahrhunderts. Dazu gehören eine Hufeisenempore, die Kanzel, ein Orgelprospekt im Rundbogenstil und das Gestühl. Ein steinernes Sakramentshäuschen auf viereckigem Ständer vor dem Apsisbogen stammt aus der Mitte des 15. Jahrhunderts. Über dem abschließenden Karniesprofil des Gehäuses ist ein zurückspringender steinerner blockförmiger Aufsatz mit Lilienfries angeordnet. Die achteckige steinerne, vermutlich gotische Taufe ist in Kelchform gestaltet. Eine Truhe mit Eisenbeschlägen stammt aus dem Jahr 1831.
Die Orgel mit zwölf Registern auf zwei Manualen und Pedal wurde 1859 von Friedrich Wilhelm Voigt gebaut.
Im Norden der Kirche ist vermutlich der Rest des Wohngebäudes für den Erzpriester mit einem zweitverwendeten, wohl spätromanischen Portal mit reich profiliertem Rundbogen erhalten; das Obergeschoss stammt wohl von späteren Erneuerungen. Im rechten Winkel schließt sich das schlichte zweigeschossige Pfarrhaus von 1803 an.